# Campionati del mondo di aquathlon del 2008
I Campionati del mondo di aquathlon del 2008 si sono tenuti a Monterrey, Messico in data 28 giugno 2008.
Nella gara maschile ha vinto il neozelandese Brent Foster, mentre in quella femminile la messicana Claudia Rivas.
La gara junior ha visto trionfare il messicano Jose Manuel Martinez e la connazionale Marina Saucedo.

## Risultati

### Élite uomini
| Pos. | Nome              | Paese         | Corsa    | Nuoto    | Corsa    | Totale   |
| ---- | ----------------- | ------------- | -------- | -------- | -------- | -------- |
|      | Brent Foster      | Nuova Zelanda | 00:07:53 | 00:12:41 | 00:08:58 | 00:30:25 |
|      | Antonio Mansur    | Brasile       | 00:07:26 | 00:13:24 | 00:08:38 | 00:30:28 |
|      | Crisanto Grajales | Messico       | 00:07:45 | 00:13:09 | 00:08:53 | 00:30:39 |
| 4    | Sergio Sarmiento  | Messico       | 00:07:45 | 00:13:09 | 00:08:53 | 00:30:44 |
| 5    | Eligio Cervantes  | Messico       | 00:07:47 | 00:13:08 | 00:08:34 | 00:30:45 |
| 6    | Leandro Barbosa   | Brasile       | 00:08:04 | 00:12:48 | 00:09:40 | 00:31:33 |
| 7    | Mario Rubio       | Messico       | 00:08:00 | 00:13:03 | 00:09:31 | 00:31:37 |
| 8    | Florian Schafer   | Francia       | 00:07:48 | 00:13:48 | 00:10:09 | 00:32:44 |
| 9    | Jorge Ramirez     | Messico       | 00:08:20 | 00:14:15 | 00:10:16 | 00:33:58 |
| 10   | Allan Villanueva  | Messico       | 00:07:46 | 00:16:10 | 00:09:59 | 00:35:18 |

### Élite donne
| Pos. | Nome                       | Paese   | Corsa    | Nuoto    | Corsa    | Totale   |
| ---- | -------------------------- | ------- | -------- | -------- | -------- | -------- |
|      | Claudia Rivas              | Messico | 00:08:38 | 00:14:15 | 00:10:23 | 00:34:30 |
|      | Melody Ramirez             | Messico | 00:08:56 | 00:15:16 | 00:09:42 | 00:34:55 |
|      | Dunia Gomez                | Messico | 00:08:56 | 00:15:14 | 00:10:03 | 00:35:12 |
| 4    | Pamela Nascimento Oliveira | Brasile | 00:09:42 | 00:13:55 | 00:11:42 | 00:36:38 |
| 5    | Laurence De Jaeghere       | Francia | 00:09:36 | 00:15:17 | 00:11:41 | 00:37:38 |
| 6    | Karen Silva                | Brasile | 00:10:48 | 00:15:09 | 00:13:52 | 00:41:35 |

### Junior Uomini
| Pos. | Nome                   | Paese   | Corsa    | Nuoto    | Corsa    | Totale   |
| ---- | ---------------------- | ------- | -------- | -------- | -------- | -------- |
|      | Jose Manuel Martinez   | Messico | 00:08:01 | 00:13:00 | 00:08:58 | 00:30:57 |
|      | Ricardo Martinez       | Messico | 00:08:03 | 00:12:59 | 00:08:54 | 00:30:59 |
|      | César Cárdenas         | Messico | 00:08:03 | 00:12:54 | 00:09:48 | 00:31:45 |
| 4    | Jassiel Rodriguez      | Messico | 00:07:47 | 00:13:19 | 00:10:05 | 00:32:10 |
| 5    | Erwin Gonzalez         | Messico | 00:08:13 | 00:12:42 | 00:10:36 | 00:32:35 |
| 6    | Sagi Cohen             | Israele | 00:08:54 | 00:14:51 | 00:10:34 | 00:35:22 |
| 7    | Martin Bui             | Francia | 00:08:23 | 00:15:31 | 00:10:31 | 00:35:29 |
| 8    | Guilherme Lima Da Rosa | Brasile | 00:09:03 | 00:18:25 | 00:12:28 | 00:41:29 |
| 9    | Diego Vieira           | Brasile | 00:09:03 | 00:21:14 | 00:12:00 | 00:43:32 |

### Junior Donne
| Pos. | Nome                 | Paese   | Corsa    | Nuoto    | Corsa    | Totale   |
| ---- | -------------------- | ------- | -------- | -------- | -------- | -------- |
|      | Marina Saucedo       | Messico | 00:09:13 | 00:14:34 | 00:10:33 | 00:35:19 |
|      | Alejandra Villaseñor | Messico | 00:09:39 | 00:13:33 | 00:11:06 | 00:35:26 |
|      | Claudia Ruiz         | Messico | 00:09:24 | 00:14:26 | 00:11:03 | 00:35:54 |
| 4    | Cecilia Perez        | Messico | 00:09:30 | 00:14:24 | 00:11:14 | 00:36:12 |
| 5    | Paola Diaz           | Messico | 00:09:15 | 00:16:55 | 00:11:57 | 00:39:12 |

### Medagliere
| Pos. | Paese         | Oro | Argento | Bronzo |    |
| ---- | ------------- | --- | ------- | ------ | -- |
| 1    | Messico       | 3   | 3       | 4      | 10 |
| 2    | Nuova Zelanda | 1   | 0       | 0      | 1  |
| 3    | Brasile       | 0   | 1       | 0      | 1  |